# 충성령
충성령 이중길(忠城令 李重吉, 1601년 ∼ 1630년)은 조선중기의 왕족으로 덕흥대원군의 증손이며, 종실 장림도정 이덕령(長臨都正 李德齡)의 2남이다.

## 생애
조선중기의 왕족으로 본관은 전주, 휘는 중길(重吉), 자는 충선(忠善), 호는 죽헌(竹軒)이다. 덕흥대원군의 증손이며, 선조의 백형 하원군의 손자이다. 아버지는 종실 장림도정 이덕령(長臨都正 李德齡)이고, 어머니는 생원(生員) 충주인(忠州人) 어복원(魚復元)의 딸로 신부인 어씨(愼夫人 魚氏)이다.
부인은 동지(同知) 안동인(安東人) 권직(權職)의 딸로 온인 안동권씨(溫人 安東權氏)이다.
장림도정의 2남으로 신축(辛丑) 1601년(선조 34) 3월 12일 탄생하였다. 통직랑(通直郞) 충성령(忠城令)에 봉작을 받고 경오(庚午) 1630년(인조 8)년 2월 15일 향년 30세로 별세하여 전북 순창군 유등면 화탄리 아버지 장림도정 계하 갑좌로 예장하였다.

## 가족관계
- 아버지 : 장림도정 이덕령(長臨都正 李德齡)
- 어머니 : 신부인 어씨(愼夫人 魚氏), 생원(生員) 충주인(忠州人) 어복원(魚復元)의 딸.
- 부인 : 온인 안동권씨(溫人 安東權氏, 1599년 - 1643년), 동지(同知) 안동인(安東人) 권직(權職)의 딸.
  - 장녀 : 청주인(淸州人) 한시량(韓時良)에게 출가.
- 1후실 : 일춘(一春)
  - 아들 : 이승한(李承漢)
- 2후실 : 춘이(春伊)
  - 2녀 : 여흥인(驪興人) 민현(閔顯)에게 출가.